# Hinrich Schuldt
Hinrich Schuldt (Blankenese, 14 gennaio 1901 – Newel, 25 marzo 1944) è stato un generale tedesco.
Raggiunse il grado di SS-Brigadeführer (Maggior generale) servendo nelle Waffen SS. Comandò il SS-Wachbataillon-Berlin, la SS Brigade Schuldt (chiamata così in suo onore) e la 19. Waffen-Grenadier-Division der SS.

## Ufficiale nella Kriegsmarine
Dal 1922 servì come candidato per i funzionari della Kriegsmarine fino al 1926 quando, con il grado di tenente, servì sulla corazzata Alsazia. Nel 1928 lasciò la Marina diventando professore e capo del corso politico-militare dell'organizzazione.

## Membro delle SA
Membro delle SA con il numero di tessera 242 677, dal 12 dicembre del 1933 diventò Sturmführer delle SS e Comandante della formazione fino a che si unì alla Leibstandarte SS Adolf Hitler. Nel marzo del 1935 fu nominato Hauptsturmführer. Dalla primavera del 1938 fu il primo Comandante del Reggimento SS Deutschland.

## Partecipazione nella Seconda Guerra Mondiale
Fu nominato Sturmbannführer e, con l'inizio della Seconda guerra mondiale fu il comandante del Primo Battaglione del 3º Reggimento SS-Panzergrenadierkogo e, successivamente, il primo comandante di battaglione del 4º Reggimento di fanteria meccanizzata delle SS. Partecipò alle battaglie in Polonia nel 1939 e sul fronte occidentale nel 1940. Il 5 luglio del 1941 fu nominato Comandante del 4º Reggimento d fanteria meccanizzata Ostmark delle Waffen-SS, 3. SS-Panzerdivision "Totenkopf". Il Reggimento ricevette la 17ª Divisione di Fanteria e partecipò ai combattimenti sul fronte orientale. Combatterono nella battaglia di Leningrado, fino al trasferimento del reggimento a Cracovia, dove fu integrato nella 2ª SS-Panzerdivision "Das Reich". Dal 1º settembre del 1941 fu nominato Obersturmbannführer. Nel dicembre del 1941 e nel marzo del 1942 partecipò alle grandi battaglie per la difesa della città di Nov-Vyazma, tempo durante il quale il reggimento si ridusse da 3 000 a 180 uomini. Il 5 aprile del 1942 fu insignito della Croce di Cavaliere della Croce di Ferro.
Dal 1º agosto del 1942 venne nominato Standartenführer. Dal 21 dicembre del 1942 al 15 marzo del 1943 fu nominato Comandante della 2ª Brigata del 43. Waffen-Grenadier Regiment der SS "Heinrich Schuldt" (altro nome che si dava alla brigata era: gruppo di combattimento kampfgruppe Schuldt), integrato nel 100º Battaglione di Aviazione Polevoy Hermann Göring, 1º SS Standartenführer Adolf Hitler, 7º Battaglione Leibstandarte SS Adolf Hitler, congiunto con il Battaglione di Mantenimento Führer. La brigata operò nella parte meridionale del fronte sovietico-tedesco, mantenendo le difese di Millerovo-Meshkov e tentando di dissuadere l'avanzata delle truppe sovietiche verso il fiume Donec. Il 1º gennaio del 1943 fu incorporata al gruppo della 6ª Divisione Carri ma, dopo il 15 marzo dello stesso anno tale divisione fu sciolta. Il 2 aprile del 1943 fu insignito con la Croce di Cavaliere con Fronde di Quercia e Spade.
Il 1º settembre del 1943 fu nominato Comandante della 2ª Brigata di volontari SS Lettonia, che comandò fino al giorno della sua morte (nel gennaio del 1944 si trasformò nella 19. Waffen-Grenadier-Division der SS). In poco tempo creò un'unità capace che partecipò tardivamente alla difesa ed in battaglie nella retroguardia. Alla fine del 1943 fu nominato Oberführer. Il 16 marzo 1944 fu promosso al grado di Brigadeführer e fu nominato Comandante Generale delle Waffen-SS ufficialmente a partire dal 14 marzo dello stesso anno. Morì per opera di un'arma anticarro nella battaglia di Newel il 25 marzo e nello stesso giorno fu concessa, alla memoria ad altri caduti in combattimento, la Croce di Cavaliere della Croce di Ferro. Il nome di Hinrich Schuldt fu assegnato al 43. Waffen-Grenadier-Division der SS.